# Rolls-Royce Derwent
Le Rolls-Royce RB.37 Derwent était un turboréacteur à compresseur centrifuge britannique des années 1940, le second réacteur de la firme Rolls-Royce à être entré en production. Essentiellement une version améliorée du Welland, lui-même étant une version rebaptisée du Power Jets W.2B de Frank Whittle, ce moteur fut repris par Rolls en 1943 par l'intermédiaire de Rover. Comparée à celle du Welland, la performance générale était en légère progression, mais ce fut surtout la fiabilité qui fut nettement améliorée. Ces caractéristiques en firent alors un moteur tout désigné pour propulser le Gloster Meteor et beaucoup d'autres appareils postérieurs à la seconde Guerre mondiale.

## Conception et développement

### Rover
Quand la firme Rover fut sélectionnée pour la mise en production des concepts de Whittle, en 1941, elle installa son usine principale à Barnoldswick, qui fut initialement gérée par divers membres du personnel de la société Power Jets. De son côté, Rover estimait que son personnel et ses propres ingénieurs étaient meilleurs dans tous les domaines, et installa donc en parallèle une deuxième usine à Waterloo Mill, Clitheroe. De là, Adrian Lombard (en) développa le W.2 en un concept de production de qualité, ce qui énerva copieusement Whittle, qui avait été purement et simplement laissé sur la touche. Dans les années qui suivirent, Lombard devint l'ingénieur en chef de l'Aero Engine Division de la firme Rolls-Royce.
Après une courte période, Lombard décida de se passer du concept « reverse flow » (à flux inversé) de Whittle, et disposa au contraire le moteur dans une configuration de flux direct (« straight-through »), dans laquelle les gaz de combustion étaient directement envoyés vers la turbine, au lieu de devoir revenir vers l'avant, comme dans le concept initial. Cette nouvelle conception allongea le moteur et nécessita une révision complète du dessin des nacelles du Meteor, mais il offrait en contrepartie l'avantage d'une meilleure maîtrise des flux et d'une fiabilité nettement améliorée. Alors qu'à Barnoldswick les travaux continuaient sur ce qui serait connu sous la désignation W.2B/23, le nouveau concept de Lombard reçut la désignation de W.2B/26.

### Rolls-Royce

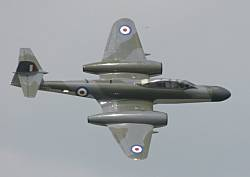
Un Meteor NF.11 motorisé par deux Rolls-Royce Derwent conservé en état de vol, ici photographié lors des journées portes-ouvertes de la base aérienne de Twente, aux Pays-Bas, le 21 juin 2003.

Vers 1941, il devint évident aux yeux du personnel que le fonctionnement de l'entreprise était chaotique. Whittle était constamment frustré par ce qu'il subissait au quotidien, lorsque Rover était incapable de fournir des pièces de production de qualité pour construire un moteur d'essais, et ses plaintes et ses accès de colère se firent de plus en plus ressentir. Parallèlement, Rover était en train de perdre tout intérêt dans le projet, après les retards et les harcèlements permanents exercés par Power Jets au cours de la phase critique des tests, étape vitale pendant laquelle les nouveaux éléments et les nouveaux concepts sont testés jusqu'à la rupture. Plus tôt, en 1940, Stanley Hooker de Rolls-Royce avait rencontré Whittle, et le présenta plus tard au directeur général de Rolls, Ernest Hives. Rolls disposait d'une division « compresseurs » entièrement développée, dirigée par Hooker, et qui convenait donc naturellement bien aux travaux sur les réacteurs (le compresseur est un élément vital d'un turboréacteur). Hives fut d'accord pour fournir les pièces essentielles permettant de soutenir le projet au cours de sa réalisation. Dans la foulée, Spencer Wilks, de Rover, rencontra Hives et Hooker et décida de proposer l'usine de réacteurs de Barnoldswick en échange de l'usine de Meteors de Rolls-Royce à Nottingham. L'accord fut scellé par une poignée de mains, et Rolls-Royce allait devenir le motoriste renommé que l'on connaît de nos jours. Les moteurs suivants conçus par la firme seraient alors désignés par les initiales « RB », pour « Rolls Barnoldswick », le /26 Derwent devenant alors le RB.26.
Les problèmes furent rapidement traités, et le concept original /23 fut prêt à voler vers la fin 1943. Cela permit à l'équipe de souffler un peu, et elle en profita pour redessiner les entrées d'air du /26, augmentant ainsi le flux d'air admis et donc la poussée produite. Avec des systèmes de carburant et de lubrification améliorés, et offrant une poussée maximale de 8,9 kN, le nouvellement désigné « Derwent Mk.I » entra alors en production. Des versions Mk.II, III et IV suivirent, avec des pointes de poussée à 10,7 kN. Le Derwent devint le moteur principal de tous les premiers Meteors, à l'exception du petit nombre d'exemplaires équipés de l'ancien Welland, qui furent d'ailleurs vite retirés du service. Le Mk.II fut également modifié avec un étage de turbine de grandes dimensions, entraînant un train d'engrenages réducteurs et finalement une hélice à cinq pales. Cette version du moteur devint le premier turbopropulseur de production au monde, le Rolls-Royce RB.50 Trent.

### Mk.V

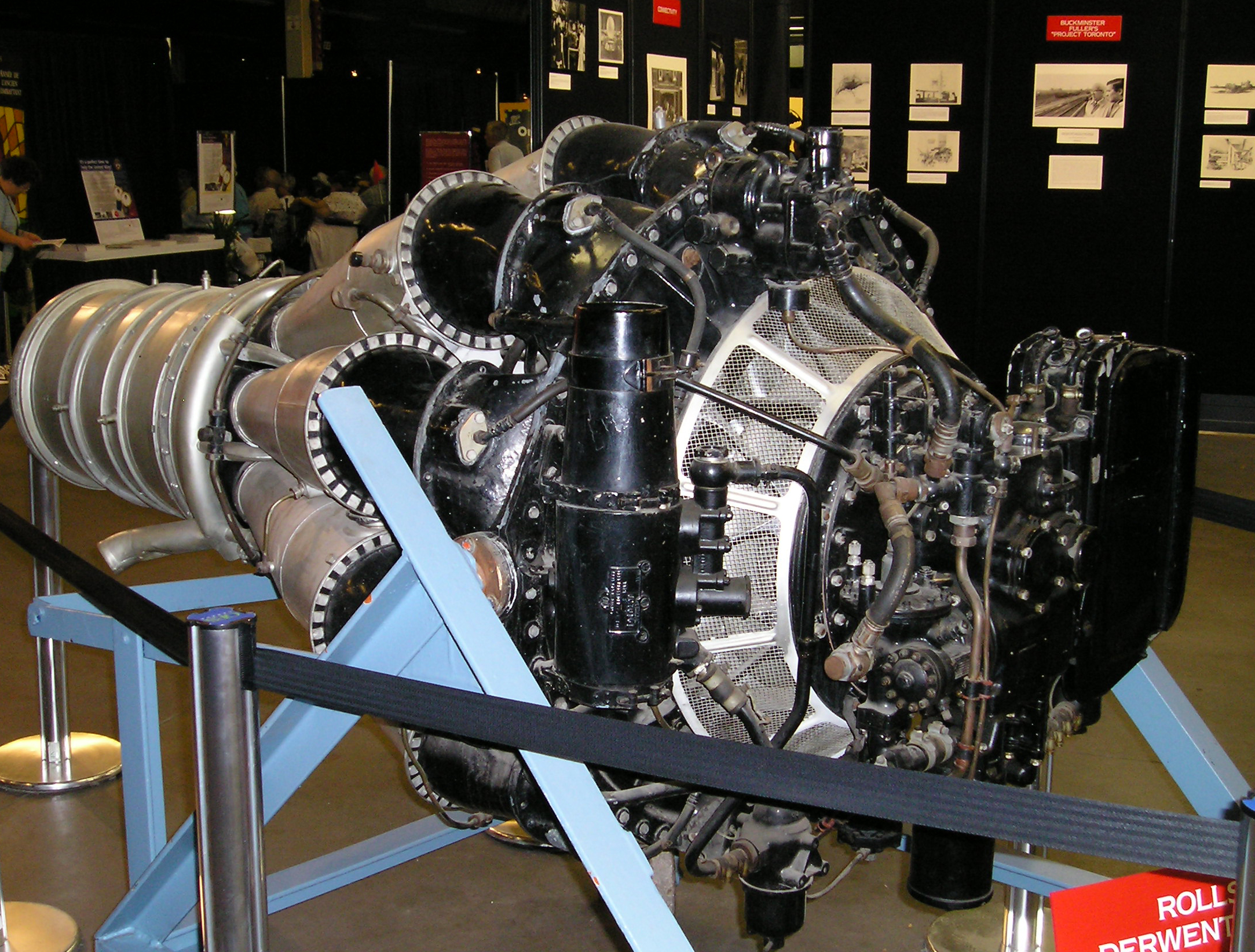
Le moteur Rolls-Royce Derwent qui équipait l'Avro Jetliner, un projet d'avion de ligne canadien abandonné.

Le concept de base du Derwent fut également employé pour créer un moteur d'une poussée plus importante, de 22,2 kN, le Rolls-Royce Nene. Le développement de ce moteur mena ensuite à l'apparition d'une version réduite, spécifiquement conçue pour le Meteor, qui fut désignée Derwent Mk.V. Plusieurs exemplaires des Derwent et Nene furent vendus à l'Union soviétique par le récemment élu parti travailliste, ce qui causa une importante crise politique, car le Nene était à cette époque-là le turboréacteur le plus puissant du monde. Les Soviétiques effectuèrent proprement une copie de rétro-ingénierie du Derwent Mk.V et se mirent alors à produire leur propre version du moteur, le Klimov RD-500, qui ne faisait l'objet d'aucune demande de licence. Ils firent de même avec le Nene, ce qui leur permit de produire le propulseur du très célèbre chasseur MiG-15. Le Derwent Mk.V fut également utilisé sur l'Avro Jetliner canadien, mais il ne fut pas mis en production.
Le 7 novembre 1945, piloté par le capitaine H. J. Wilson, un Gloster Meteor propulsé par un Derwent V battit le record du monde de vitesse aérienne, avec une pointe à 975 km/h TAS (True Air Speed : Vitesse air réelle).
Une application inhabituelle du Derwent V fut de propulser l'ancien paddle steamer Lucy Ashton. Les machines à vapeur de ce navire de 58 m de long et 271 tonneaux, datant de 1888, furent enlevées et remplacées par quatre Derwents, entre 1950 et 1951. Le but de l'expérimentation était de mener des recherches scientifiques à échelle réelle sur la friction et la traînée dans l'eau d'une coque de navire. La propulsion par réacteurs était largement préférable à celle d'une hélice ou d'aubes, car les perturbations qu'elles auraient créées dans l'écoulement de l'eau sous le bateau auraient grandement perturbé les mesures. Ainsi équipé, le Lucy Ashton parvenait à dépasser des vitesses de 15 nds.

## Caractéristiques
- Carburant : Kérosène
- Lubrification : Alimentation sous pression, carter sec cloisonné, refroidissement et filtration
- Poussée maximale :
  - Derwent I : 8,90 kN à 16 000 tr/min au niveau de la mer,
  - Derwent V : 17,79 kN à 15 000 tr/min au niveau de la mer.
- Poussée en vol de croisière :
  - Derwent I : 6,89 kN à 15 400 tr/min au niveau de la mer,
  - Derwent V : 13,34 kN à 14 000 tr/min au niveau de la mer.
- Poussée au ralenti sol :
  - Derwent I : 0,53 kN à 5 500 tr/min au niveau de la mer,
  - Derwent V : 0,53 kN à 5 500 tr/min au niveau de la mer.

## Versions
- Derwent I : Première version produite, poussée de 8,9 kN;
- Derwent II : Poussée augmentée à 9,8 kN;
- Derwent III : Version expérimentale produisant du vide pour contrôler la couche limite d'une aile;
- Derwent IV : Poussée augmentée à 10,7 kN;
- Derwent V : Version à échelle réduite du Rolls-Royce Nene, développant une poussée de 15,6 kN;
- Derwent VIII : Version développant une poussée de 16 kN.

## Applications
- Avro 707
- Avro Canada C102 Jetliner
- Fairey Delta 1 (en)
- Fokker S.14 Machtrainer
- Gloster Meteor
- Nord 1601
- I.Ae. 27 Pulqui I